# Holtby
Holtby est un village et une paroisse civile du Yorkshire du Nord, en Angleterre. Il est situé à huit kilomètres à l'est de la ville d'York, sur la route A166 qui relie York à Driffield. Administrativement, il relève de l'autorité unitaire de la Cité d'York. Au recensement de 2011, il comptait 166 habitants.
Jusqu'en 1996, Holtby relevait du district du Ryedale.

## Étymologie
L'étymologie de Holtby n'est pas certaine, mais ce nom provient vraisemblablement du vieux norrois bý « ferme, village » suffixé à Holti, le nom d'une personne. Il est attesté sous la forme Holteby dans le Domesday Book, à la fin du XIe siècle.